# Anaglyfeffekt

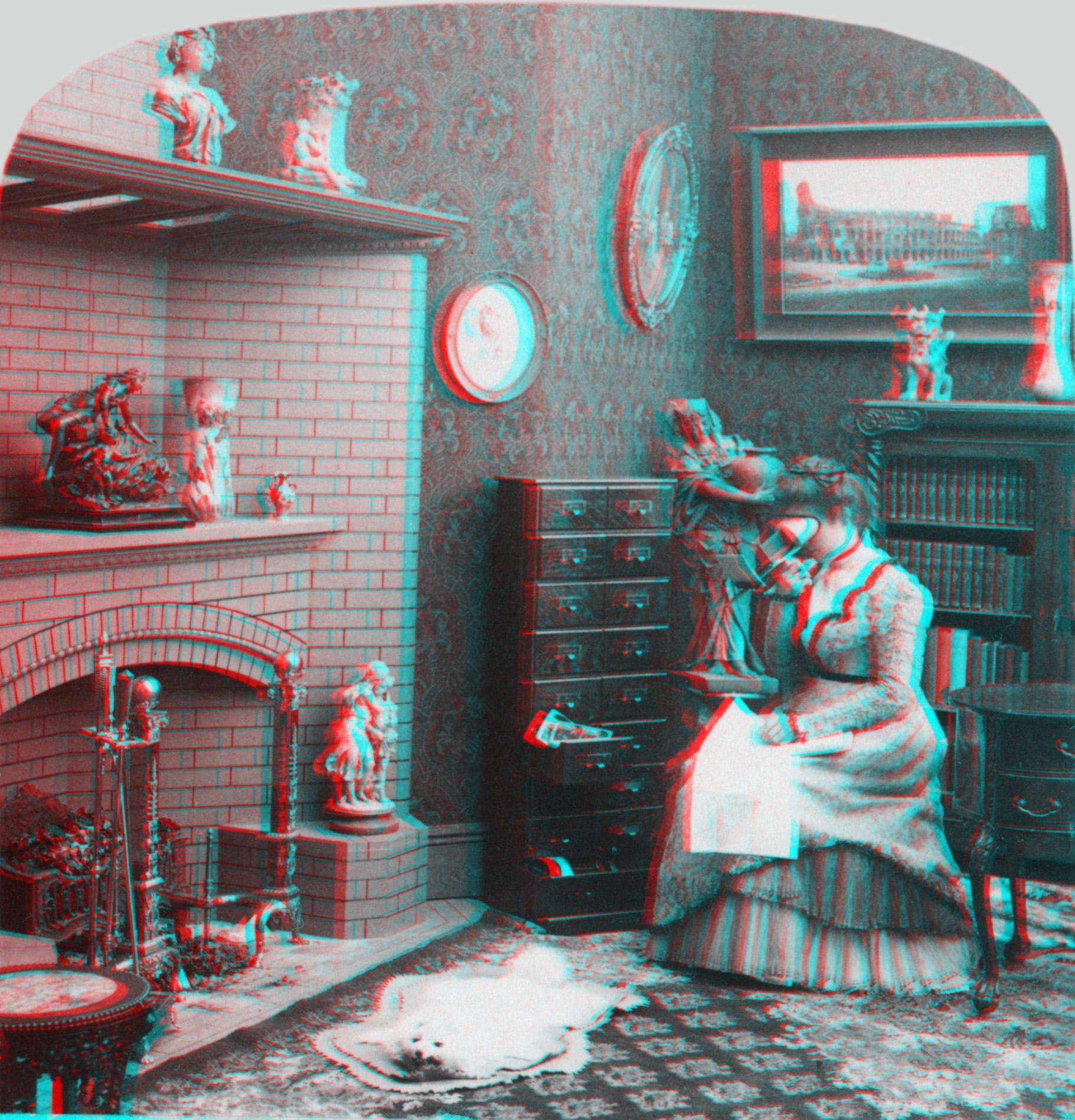
Stereomonokrom bild anaglyfad för rött (vänster öga) och cyan (höger öga) filter

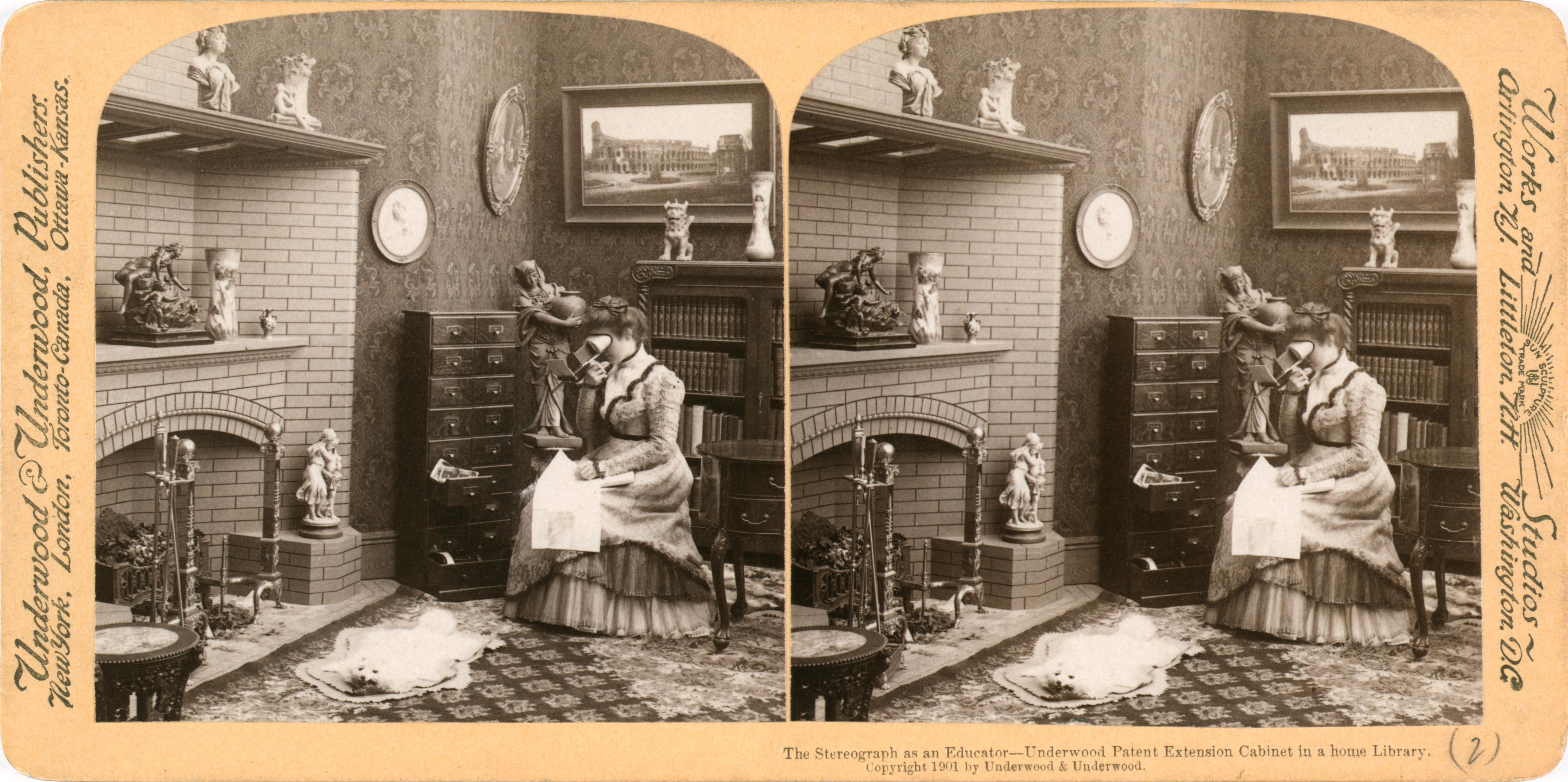
Källa för den anaglyfiska stereogrambilden ovan

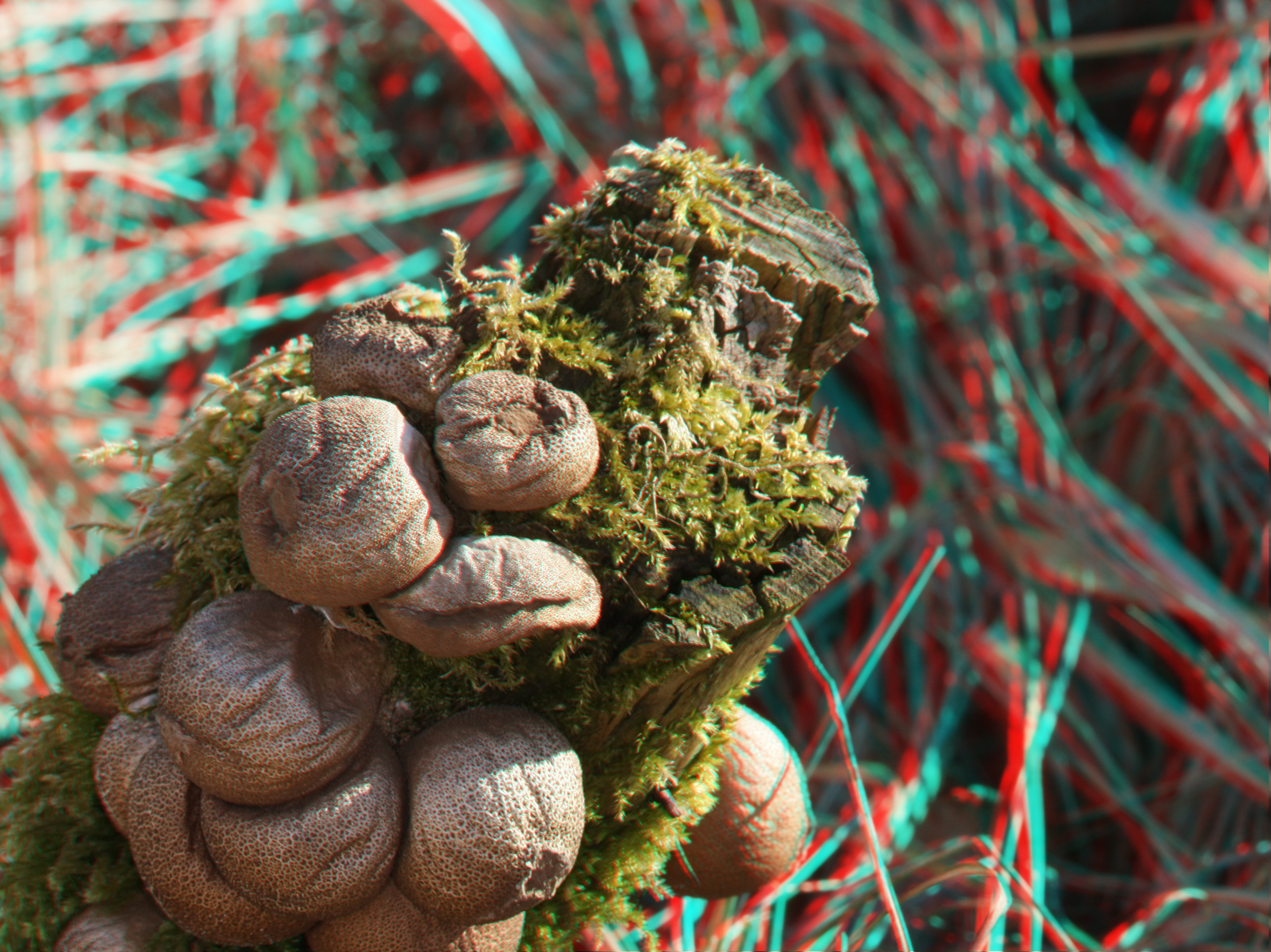
Stereoskopisk effekt används i makrofotografi

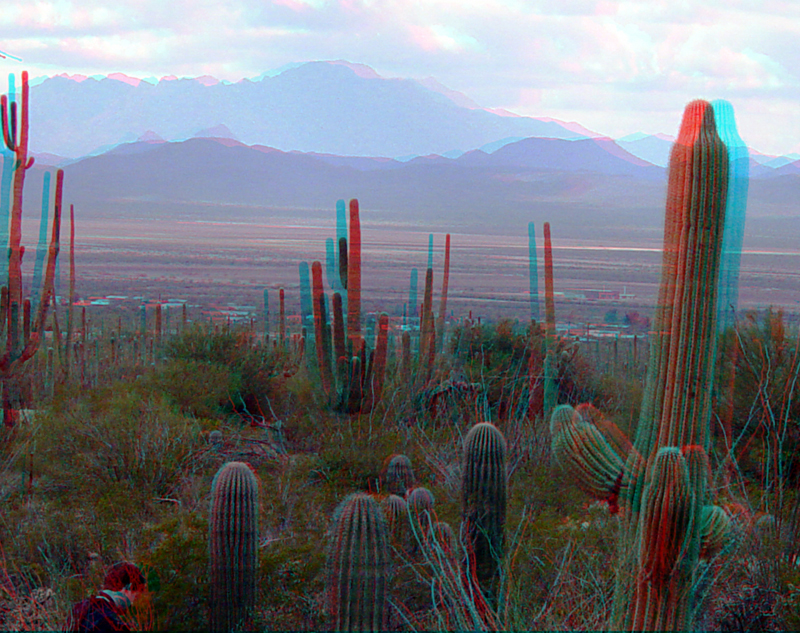
Anaglyf (3D-fotografi) av Saguaro Nationalpark vid skymning

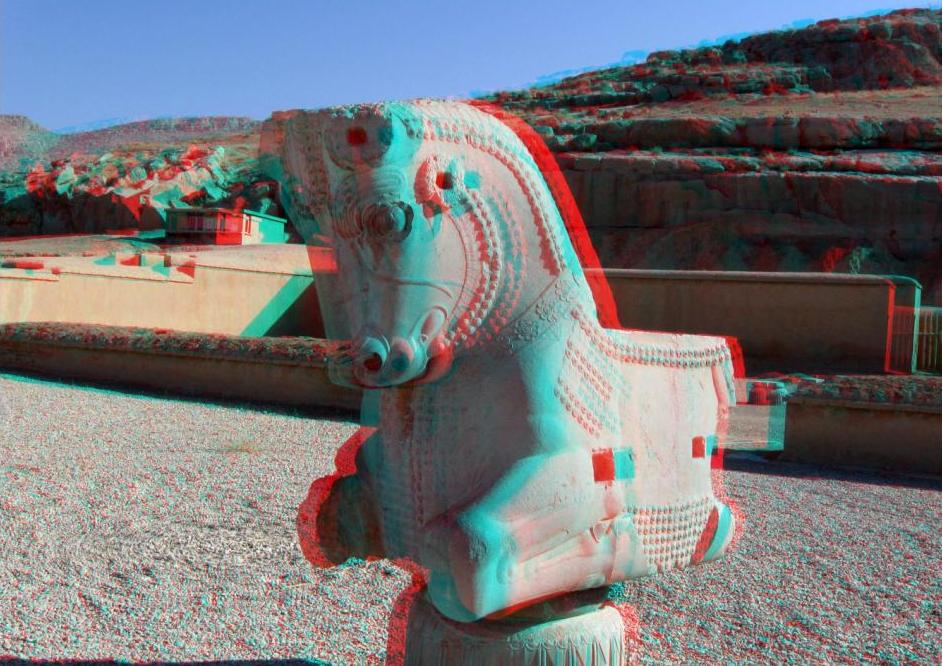
Anaglyf (3D-fotografi) av kolumnhuvud i Persepolis, Iran

Anaglyfeffekt används för att skapa en stereografisk 3D-effekt. En anaglyfbild är sammansatt av fotografier tagna från olika perspektiv, färgade i kromatiskt motsatta färger, såsom röd och cyan. Bilderna utgörs av två överlappande färglager med offset i förhållande till varann för att åstadkomma en djupeffekt.  Vid beskådande genom anaglyfglasögon med olikfärgade linser, filtreras de olika perspektivbilderna ut genom linserna, och vardera öga emottar så var sitt fotografi med var sitt perspektiv, så att människans synsinne därigenom upplever ett sceneri med djupeffekt.